# NSS-6
NSS-6 — спутник связи, расположенный на геостационарной орбите, принадлежащий нидерландской компании New Skies Satellites.
Спутник NSS-6 покрывает территорию Азии, Европы, Африки и Австралии. Спутник предназначен для предоставления услуг телефонной связи, передачи данных и телевидения.
- Изготовитель: Lockheed-Martin
- Положение на орбите: 95° восточной долготы
- Дата запуска: 17 декабря 2002 года.
- Количество транспондеров (физическое): Ku-диапазона: 50
- Количество транспондеров (36 МГц эквивалентное): 60
- ЭИИМ в режиме насыщения: Ku-диапазона: 44 to 55 дБВт
- Диапазон частот приёма лучей Ku диапазона с поверхности Земли: от 13,78 до 14,48 ГГц
- Диапазон частот приёма лучей Ka диапазона с поверхности Земли: от 29,5 до 30,0 ГГц
- Диапазон частот передачи лучей Ku диапазона с спутника на Землю: от 10,95 до 11,20 ГГц, от 11,45 до 11,70 ГГц, от 12,50 до 12,75 ГГц в зависимости от региона передачи.